# Pioneer 1
Pioneer 1 – niedoszła sonda Księżyca. Pierwsza misja NASA. Wystrzelony przy udziale US Air Forces. Miał osiągnąć orbitę okołoksiężycową i wykonać zdjęcia powierzchni Księżyca. Nie udało się osiągnąć zamierzonego celu.

## Opis misji
Misją Pioneera 1 miało być badanie promieniowania jonizującego i kosmicznego, pola magnetycznego i mikrometeoroidów w sąsiedztwie Ziemi i Księżyca oraz wykonanie zdjęć powierzchni Księżyca.
Z powodu awarii rakiety nośnej Thor Able I sonda nie zdołała wejść na orbitę okołoksiężycową. Awarię spowodował nieprawidłowo ustawiony zawór w górnym członie rakiety, wskutek czego akcelerometr podawał błędne dane. Spowodowało to niewielki błąd w prędkości i kierunku lotu poszczególnych członów rakiety (drugi człon rakiety leciał odchylony o 3,5 stopnia od właściwego kierunku, przy czym odchylenie to zwiększyło się do 6,8° pod koniec pracy silnika ostatniego członu), oraz o 10 sekund za wczesne wyłączenie silnika drugiego członu. Trzeci człon rakiety nośnej, jeszcze bardziej odchylony od planowanej trajektorii, wygenerował ciąg za mały do osiągnięcia drugiej prędkości kosmicznej. Zamiast prędkości 10,74 km/s, osiągnął prędkość tylko 10,48 km/s. Trzeci stopień nie oddzielił się prawidłowo, zaczepił się na chwilę i zszedł z prawidłowego kierunku. Statek wszedł na bardzo wydłużoną orbitę balistyczną. Próby wprowadzenia go na orbitę okołoksiężycową za pomocą własnych silników nie powiodły się. W ósmej minucie lotu, gdy sonda znajdowała się na wysokości 1050 km, próbowano zwiększyć jej prędkość poprzez uruchomienie ośmiu silników korekcyjnych. Jednak zwiększyły one prędkość zaledwie o 24 m/s. Zamierzano zmienić sondę na sztucznego satelitę Ziemi poprzez uruchomienie silnika hamującego, jednak również i ta próba nie powiodła się dlatego, że nie udało się ją uruchomić sygnałami radiowymi z Ziemi. Po 43 godzinach lotu, 13 października o godz. 3:46 GMT statek wszedł do atmosfery i uległ zniszczeniu nad południowym Pacyfikiem. Przez cały czas nadawał wyraźne, silne sygnały, aż w końcu zamilkł raptownie. Jednak doleciał tak daleko, że można to było uznać za sukces. Pioneer 1 przekazał pewną ilość użytecznych danych naukowych dotyczących pasów radiacyjnych, przepływu jonów, oscylacji hydromagnetycznych pola magnetycznego (pierwsze w historii), gęstości mikrometeoroidów i międzyplanetarnego pola magnetycznego.

## Budowa i działanie
Pioneer 1 składał się z dwóch sekcji w kształcie ściętych stożków stykających się szerszą podstawą z płaską sekcją cylindryczną. Cylinder miał średnicę 74 cm. Całkowita wysokość kadłuba sondy wynosiła 76 cm. Wzdłuż osi statku umieszczono silnik rakietowy z 11 kg stałego materiału pędnego. Górna sekcja stożkowa posiadała osiem małych silników odrzutowych, które po wyczerpaniu paliwa mogły zostać odrzucone od sondy. Układy napędu zasilały baterie niklowo-kadmowe, baterie srebrowe zasilały system telewizyjny, a pozostałe obwody były zasilane z baterii rtęciowych. Statek był stabilizowany obrotowo (1,8 obr./s).

## Ładunek
Całkowita masa aparatury naukowej Pioneera 1 wynosiła 17,8 kg.
- System TV skanujący w podczerwieni (rozdzielczość 1 mrad)
- Komora jonizacyjna
- Detektor mikrometeoroidów
- Magnetometr (do 5 μG)
- Wewnętrzny termistor

Do łączności służyły:
- Nadajnik radiowy 108,06 MHz do nadawania danych (dipol elektryczny – telemetria, 300 mW; dipol magnetyczny – dane z systemu TV, 50 W)
- Odbiornik radiowy 115 MHz do odbioru komend z Ziemi (dipol elektryczny)